# Місто порожніх
«Місто порожніх» (англ. Hollow City) — друга книга серії про дивних дітей американського письменника Ренсома Ріґґза. Твір вийшов у видавництві «Квірк Букс» (англ. Quirk Books) 14 січня 2014 року. Є сиквелом книги «Дім дивних дітей».
Джейкоб у компанії дивних дітей вирушає у подорож по часовим контурам. Їхня головна мета — знайти пані Королик, яка зможе повернути пані Сапсан її людську подобу. Знаходити часові петлі дітям допомагає книга — «Казки про дивних». Після численних перипетій, вони все-таки знаходять пані Королик, однак людиною, яка застрягла в подобі птаха, виявилась не пані Сапсан, а її брат Коул (витвір). Він вдавав із себе їхню директорку, аби діти привели його до єдиної імбрини, якій вдалося уникнути полону.
Завершальною частиною серії про дивних дітей є «Бібліотека душ» (2015).

## Автор про книгу
В одному з інтерв'ю Ренсом Ріггс каже нам таке:
|  | Завданням другої книги є пізнання дивних дітей. Вони постають перед нами в зовсім іншому світлі. Діти тікають від порожняків, а також мають врятувати свою імбрину пані Сапсан, яка застрягла в подобі птаха. |

## Сюжет
Історія розпочинається там, де закінчується перша книга. Дивні діти залишають острів та пливуть по морю на човнах, а витвори переслідують їх на субмаринах. Починається буря, один із човнів перевертається та забирає з собою під воду багато речей, в тому числі й важливу Мапу днів. Діти допливають до ще одного острова та помічають дирижабль, яким керують витвори. Ховаючись від них, вони відпочивають у печері. Як тільки субмарини причалюють до берега, діти вимушені тікати до лісу, де їм вдається вислизнути із лап переслідувачів.
Ввечері діти читають розповідь зі збірника «Казки про дивних» (на неї дзьобом вказує пані Сапсан), де розповідається про велетня на ймення Катберт, який рятує дивних звірів від мисливців, висадивши їх на вершину гори, подалі від небезпеки. Катберт розчавлює мисливця, а на наступний день приходить відьма, яку найняли родичі загиблого, та перетворює його на камінь. Велетень тоне в озері. Несподівано діти помічають озеро з кам'яним утворенням, що схоже на голову велета. Емма залазить до рота скам'янівшого гіганта та знаходить там вхід до нового часового контуру.
Новий контур виявляється досить-таки небезпечним — там діти зустрічають порожняка, який намагається їх з'їсти. Розправившись з потворою, вони зустрічаються зі звіринцем пані Королик, серед яких бульдог, що вміє розмовляти та курить трубку та ще багато дивних тварин. Дивного собаку звати Едисон МакГенрі. Від нього діти дізнаються про те, що пані Королик полетіла до Лондона, аби допомогти своїм сестрам-імбринам. Пані Королик — єдина імбрина, якій вдалося уникнути полону. Від дивних голубів — її шпигунів — вона дізналася, що імбрин переховують у каральних контурах, які за первинним планом мали служити місцем для ув'язнення витворів. Сьогодні ці контури охороняють витвори та порожняки. Без імбрин не буде кому перезапустити часові контури і вони всі розз'являться.
Діти показують Едисону пані Сапсан, яка застрягла в подобі птаха. Едисон переконаний, що їхня директорка не може перевтілитися через отруєння. Він радить дітям шукати допомоги в іншої імбрини. Чим довше пані Сапсан проведе в подобі птаха, ти менше шансів, що вона знову набуде людської подоби. Пес також зазначає, що діти мають щонайбільше три дні аби допомогти їй.
Діти вирішують здійснити подорож до Лондона, де перебуває пані Королик. Едісон відмовляє їх, адже всі контури охороняються порожняками. Однак, Емма та Джейкоб розуміють, що це їхній єдиний шанс. Клер та Фіона залишаються у звірячому контурі. Едісон дає дітям вибухові яйця дивних курей та светри з шерсті дивної вівці. Вони прощаються та знову повертаються у 1940-ві, де на них вже підчікують витвори з собаками. Діти застрибують до циганського воза, а група ромів у кінцевому підсумку ховають дітей від витворів. Але коли діти покидають табір, щоб сісти на поїзд до Лондона, витворам вдається спіймати дивних та циган, які відпроваджували їх до станції. Витвори катують ромів перед дітьми, але Г'юго рятує їх всіх, спустивши на витворів рій бджіл, які зажалюють недругів до смерті. Діти сідають на поїзд.
Прибувши до Лондона, який поглинутий у вирі війни, діти знову звертаються до збірки «Казок про дивних» та читають розповідь про голубів святого Павла, які поселилися у відомому соборі. Зважаючи на те, що пані Королик має симпатію до дивних тварин, діти вирішують знайти тих голубів. У зруйнованому часовому контурі, вхід до якого розташований у підвалі собору, діти знаходять братів Джоел-і-Пітера (вони бачать вухами і знають, про що думає інший) та дівчинку Меліну Манон ( вона володіє телекінезом). Відчувши наближення порожняків, діти тікають зі зруйнованого контуру та знову потрапляють до Лондона, де саме відбуваються бомбардування. Шукаючи укриття, компанія сидриґастих (дивних) навмання забігає до випадкового будинку, де вони зустрічають сестер Есмі та Сем. Діти дізнаються, що сестер під час евакуації намагалися розділити, тому відтоді вони переховуються у своєму старому будинку. Через бомбардування Есмі починає плакати, а Єнох, аби покращити їй настрій, використовує своє вміння та створює живих глиняних солдатиків. Порожняк відчуває Єнохову силу та намагається продертися крізь двері. Діти тікають, а сестрам наказують заховатися у ванній. Вони вибігають на вулицю саме тоді, коли бомба влучає в будинок та вбиває порожняка. Светри із хутра дивної вівці рятують дітей від осколків. Емсі також на диво залишилися неушкодженою, а от її сестра, однак, постала перед дітьми з прохромленими грудьми. Виявляється, що Сем теж дивна. Прибуває швидка. Водій непритомніє, побачивши Сем з великою діркою у грудях. Діти сперечаються, чи варто красти швидку, але пані Сапсан дзьобом пробиває покришки. Вони починають йди слідом за Меліновою голубкою. Есмі та Сем залишаються та допомагають водію швидкої.
Голубка приводить дітей до лондонської підземки, що зараз служить бомбосховищем. Вони виходять на дверцята зі замком. Щоб їх відімкнути потрібен шифр. Витягнувши код із голубки та простукавши комбінацію дзьобом для дітей, пані Сапсан ламає пташці шию, чим немало шокує своїх підопічних. Діти потрапляють до нового контуру та знаходять пані Королик, яка приводить їх у свою штаб-квартиру. Вони дізнаються про спробу витворів та порожняків захопити будівлю. Їм завадила дівчинка Альтея, яка заморозила весь будинок разом із нападниками. Міллард, невидимий хлопчик, доходить висновку, що витвори та порожняки вживають душі дивних дітей — саме так їм і вдається потрапляти всередину контурів. Діти збираються разом, щоб стати свідками перетворення пані Сапсан на людину, але замість їхньої директорки перед ними постає її брат Коул, витвір. Він вдавав із себе свою сестру, аби добутися єдиної імбрини, якій вдалося уникнути полон. Коул та його поплічники беруть їх всіх у полон та ведуть до лондонського метро, де й грузять до вагону. Емі та Джейкобу вдається втекти. Зустрівши Едисона, діти натрапляють на порожняка, але Джейкоб відкриває у собі ще одну дивну особливість — він може контролювати тих потвор та говорити їхньою мовою.

## Нові дивні персонажі
Дивні звірі:
- Дідра — емурафа. Поєднання віслюка та жирафи;
- Едисон МакГенрі — собака-боксер, що вміє розмовляти.

Дивні діти:
- Меліна Манон — дівчинка, яка наділена телекінезом;
- Джоел-і-Пітер — нероздільні брати, які бачать вухами і знають, про що думає інший;
- Сем — дівчинка, в якої затягуються будь-які смертельні поранення;
- Альтея — дівчинка зі здатністю заморожувати.

## Переклади українською
- Ренсом Ріґґз. Дім дивних дітей.

Переклад з англійської: Володимир Горбатько. — Харків : Книжковий клуб «Клуб сімейного дозвілля», 2012. — С. 432. — ISBN 978-966-14-3877-3.
- Ренсом Ріґґз. Місто порожніх. Втеча з дому дивних дітей.

Переклад з англійської: Олена Любенко. — Харків : Книжковий клуб «Клуб сімейного дозвілля», 2014. — С. 464. — ISBN 978-966-14-7674-4.
- Ренсом Ріґґз. Бібліотека душ. Немає виходу з дому дивних дітей.

Переклад з англійської: Олена Любенко. — Харків : Книжковий клуб «Клуб сімейного дозвілля», 2016. — С. 480. — ISBN 978-617-12-0839-1.
- Ренсом Ріґґз. Карта днів.

Переклад з англійської: Василь Чумак. — Харків : Книжковий клуб «Клуб сімейного дозвілля», 2019. — С. 512. — ISBN 978-617-12-6305-5.
- Ренсом Ріґґз. Пташині збори.

Переклад з англійської: Віра Кучменко. — Харків : Книжковий клуб «Клуб сімейного дозвілля», 2020. — С. 336. — ISBN 978-617-12-7674-1.
- На 23 лютого 2021 року анонсований вихід шостої книги під назвою The Desolations of Devil's Acre